# Ruslana
Ruslana Stepanivna Lyzjytjko (ukrainsk: Руслана Степанівна Лижичко; født 24. maj 1973 i Lviv) er en ukrainsk sangerinde, danser, musikproducer, komponist og pianist, og vinder af Eurovision Song Contest 2004.
Hun skriver, komponerer og producerer hendes egne sange og musikvideoer.

## Diskografi

### Album
- Myt' Vesny – Dzvinkiy viter (1986, 1998)
- Ostannye rizdvo 90 (1999)
- Naikrashe (2001)
- Dobriy vechir, tobi... (2002)
- Dyki Tantsi (2003)
- Dyki Tantsi + Bonus (2004)
- Wild Dances (2004)
- Wild Dances (New Year Edition) (2005)
- Wild. Club'in (2005)
- Amazonka (2008)
- Wild Energy (2008)

### Singler
- "Wild Dances" (2004)
- "Dance with the Wolves" (2004)
- "The Same Star" (2005)
- "Dyka Enerhiya" (2006)